# Сорокопутовые тиранны
Сорокопутовые тиранны (лат. Agriornis) — род воробьиных птиц из семейства тиранновых.

## Список видов
- Agriornis albicauda (Philippi & Landbeck, 1863)
- Большой сорокопутовый тиран Agriornis lividus (Kittlitz, 1835)
- Серобрюхий сорокопутовый тиран Agriornis micropterus Gould, 1839
- Горный сорокопутовый тиран Agriornis montanus (Orbigny et Lafresnaye, 1837)
- Agriornis murinus (Orbigny et Lafresnaye, 1837)

- Серобрюхий сорокопутовый тиран
- Горный сорокопутовый тиран